# タイクス
株式会社タイクス（英: TIXE,Inc.）とは、かつて存在した日本のテレビ番組制作プロダクションである。

## 概要
1989年、東京放送（TBS）の居作昌果同社プロデューサーにより設立。
2020年7月1日に清算結了し解散。
英字表記は上記のとおりだが、EXITを逆にしたものであることから、ロゴ表記はEの字も鏡文字にしたTIX'ヨである。

## 所属スタッフ
- 加藤和廣（プロデューサー・演出／→現：株式会社KK 代表取締役社長）
- 森山祐治（プロデューサー・演出）
- 千葉晃嗣（ディレクター／→現：株式会社TBSスパークル エンタテインメント本部所属 演出）
- 福浜和美（ディレクター／→現：株式会社TBSスパークル エンタテインメント本部所属 プロデューサー）
- 金子大輔（ディレクター／→現：株式会社TBSスパークル エンタテインメント本部所属 ディレクター）
- 長戸洋明（ディレクター／→現：株式会社TBSスパークル エンタテインメント本部所属 ディレクター）
- 川嶋和成（ディレクター／→現：株式会社TBSスパークル エンタテインメント本部所属 ディレクター）

## 主な制作番組・制作協力
過去のものを含む
TBS
- レギュラー番組
  - ぴりっとタケロー
  - 吉村明宏のクイズランチ
  - クイズテレビずき!
  - ランク王国
  - Z・U・T・T・O
  - アナCAN
  - カード学園
  - アッコにおまかせ!
  - ジパング大決戦!（毎日放送）
  - エンタメコロシアム
  - みんなのえいが
  - スーパーステージ
- スペシャル番組
  - 加トちゃんケンちゃんドリフの全て見せますスペシャル
  - 大晦日だョ!全員集合

- ドラマ（連続ドラマ）
  - びんた（AVECと共同制作）

テレビ朝日
- カイカン雛スポ
- 雛かっぱー
- オモ☆さん
- OUT OF ORDER・前期
- すっぽんの女たち
- すっぽんの女たち2
- 加藤茶の旅いってみよう 漁港でクッキング
- クイズ ビンゴ★ライン
- くりぃむクイズ ミラクル9
- AKB48 チーム8のあんた、ロケロケ!（テレ朝チャンネル1）

テレビ東京
- 見た目が勝負!?
- YAZAWA魂
- 虎REVA
- 畑野スタイル

BS-TBS
- TIME OVER
- もえたび
- 鉄道百景 乗りつくし鉄道の旅
- 関口宏の銀座今昔物語

樋口潮プロデュースシリーズ（制作協力）
- 筋肉番付
- 体育王国
- 黄金筋肉
- ZONE

## ビデオ・DVD制作
- 8時だョ!全員集合DVD版（TBS、ポニーキャニオン）